# Rocky River (Ohio)
Rocky River es una ciudad ubicada en el condado de Cuyahoga en el estado estadounidense de Ohio. En el Censo de 2010 tenía una población de 20.213 habitantes y una densidad poblacional de 1.390,89 personas por km².

## Geografía
Rocky River se encuentra ubicada en las coordenadas 41°28′23″N 81°51′14″O / 41.47306, -81.85389. Según la Oficina del Censo de los Estados Unidos, Rocky River tiene una superficie total de 14.53 km², de la cual 12.27 km² corresponden a tierra firme y (15.56%) 2.26 km² es agua.

## Demografía
Según el censo de 2010, había 20213 personas residiendo en Rocky River. La densidad de población era de 1.390,89 hab./km². De los 20213 habitantes, Rocky River estaba compuesto por el 95.46% blancos, el 1.01% eran afroamericanos, el 0.09% eran amerindios, el 1.78% eran asiáticos, el 0.02% eran isleños del Pacífico, el 0.36% eran de otras razas y el 1.28% pertenecían a dos o más razas. Del total de la población el 1.82% eran hispanos o latinos de cualquier raza.